# Strobl (gmina)
Strobl – gmina w Austrii, w kraju związkowym Salzburg, w powiecie Salzburg-Umgebung. Leży nad jeziorem Wolfgangsee. Liczy 3605 mieszkańców (1 stycznia 2015).
Miejscowość znana jest jako ośrodek turystyczny, z promenadą i rzeźbami przedstawiającymi znanych artystów. Przez parę dni pierwszym burmistrzem Strobl po II wojnie światowej był znany komik Theo Lingen.

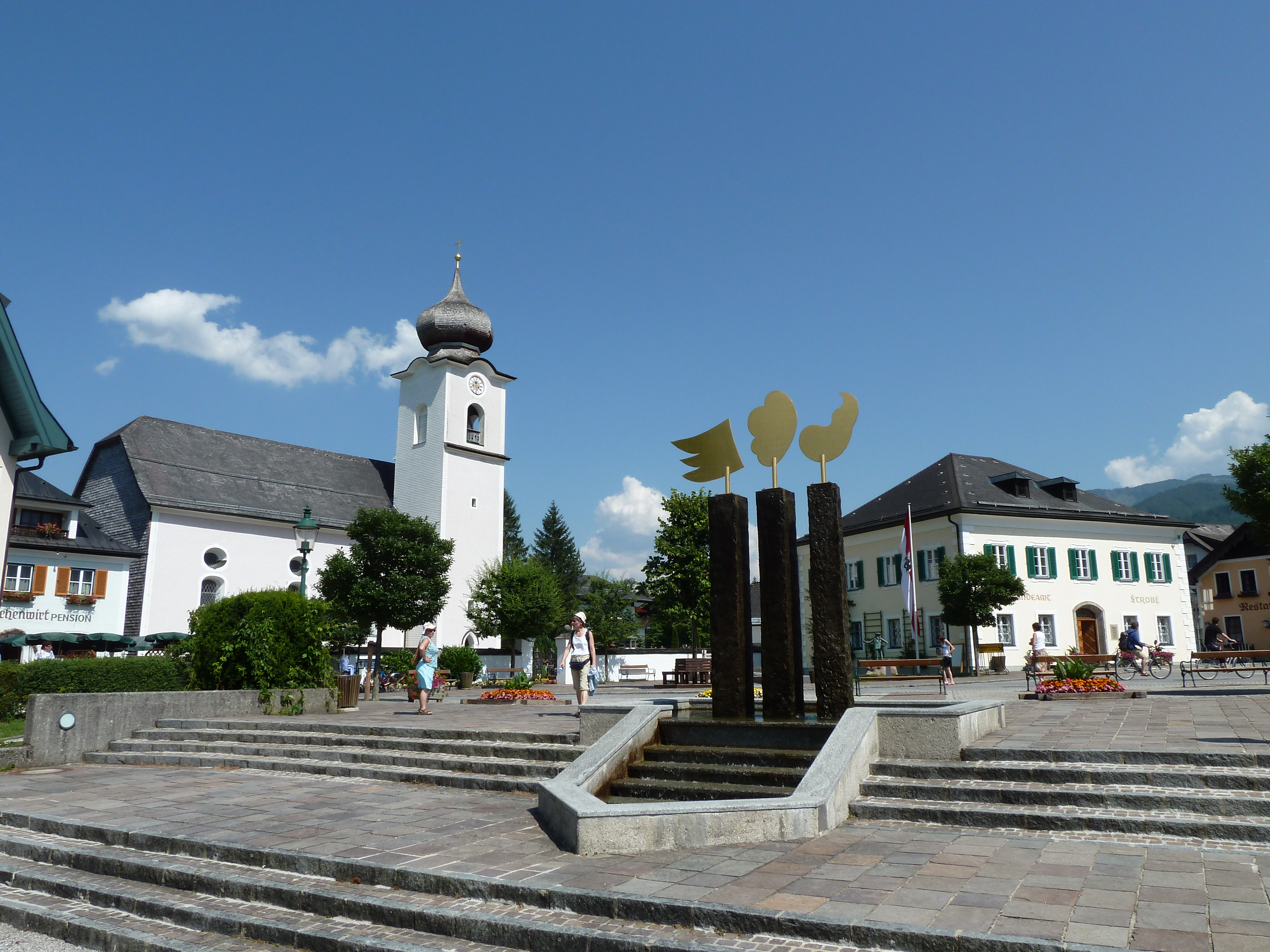
Kościół pw. św. Zygmunta (St. Sigismund) i ratusz